# Фирни
Фирни — сладкое блюдо из молока и рисовой муки, иногда кукурузной. Имеет консистенцию густого киселя, обычно употребляется холодным. Десертный вкус и аромат придают добавлением орехов, молотого кардамона, розовой воды. Блюдо украшают шафраном, лепестками миндаля или молотыми фисташками.
Фирни и его аналоги имеются в восточной кухне: арабской, азербайджанской, индийской. Предполагают, что блюдо возникло в древности в Персии или на Ближнем Востоке и затем с моголами попало в Индию. Особенности приготовления десерта различаются в разных странах. Например, в Индии фирни подкрашивают шафраном, в Афганистане для этого используют куркуму. В Иране существует разновидность фирни, которую готовят на гранатовом соке вместо молока.
Для приготовления рисовой муки рис замачивают в воде, затем высушивают и измельчают в ступке (раньше рис растирали при помощи двух камней). Можно использовать готовую рисовую муку. Иногда рис толкут вместе с орехами кешью, получая рисово-ореховую муку. Рисовую муку смешивают с небольшим количеством холодного молока, вводят в кипящее молоко и варят на слабом огне. Добавляют сахар, соль, ароматизируют розовой водой или ванилью. Блюдо остужают, периодически помешивая, чтобы избежать образования корочки, ещё тёплым разливают в порционную посуду и затем продолжают остужать. В веганском варианте блюда вместо коровьего молока используется миндальное или другие варианты растительного молока.
При подаче на стол украшают орехами, корицей, шафраном. Рисунок, создаваемый на поверхности блюда при помощи корицы, является символическим пожеланием гостю от хозяев дома. Фирни — традиционное блюдо для многолюдных праздников и торжеств. В Индии на празднествах фирни подают порционно в мисках из необожжённой глины, придающей десерту особенный вкус.
В народной медицине питательное фирни применяется при упадке сил, как укрепляющее средство.
Более густой десерт, разновидность пудинга из молока и целых зёрен риса или других злаков, известен под названием кхир.